# Vireo griseus
Vireo griseus là một loài chim trong họ Vireonidae.